# Phillip Scifleet
Phillip Scifleet (ur. 4 listopada 1977 roku) – australijski kierowca wyścigowy.

## Kariera
Scifleet rozpoczął karierę w międzynarodowych wyścigach samochodowych w 1995 roku od startów w Kumho Suzuki GTi Cup, gdzie trzykrotnie stawał na podium w tym dwukrotnie na jego najwyższym stopniu. Został sklasyfikowany na trzeciej pozycji w końcowej klasyfikacji kierowców. W późniejszym okresie Australijczyk pojawiał się także w stawce Eastern Creek 12 Hour, Australijskiej Formuły Ford, Brytyjskiej Formuły 3, Shell Championship Series, V8 Supercars oraz Holden Performance Driving Centre V8 Supercars Series.
W V8 Supercars Australijczyk startował w latach 2000-2006. Najlepszy wynik osiągnął w 2001 roku, kiedy został sklasyfikowany na 55 miejscu.